# Maribel Owen
Maribel Yerxa Owen (* 25. April 1940 in Boston, Massachusetts; † 15. Februar 1961 in Berg-Kampenhout, Belgien) war eine US-amerikanische Eiskunstläuferin, die im Paarlauf startete.

## Leben
Maribel Owen war die erstgeborene Tochter der neunfachen US-Meisterin im Eiskunstlauf, Maribel Vinson und des kanadischen Eiskunstläufers Guy Owen. Ihre jüngere Schwester Laurence war auch Eiskunstläuferin. Beide wurden von ihrer Mutter trainiert.
Owen begann im Alter von zwei Jahren und neun Monaten mit dem Eislaufen. Zu dieser Zeit lebte die Familie in Berkeley, Kalifornien. Als sie später zurück nach Boston zogen, bildete Owen mit Charles Foster, dem späteren Präsidenten des US-Eislaufverbandes, ein Paarlaufpaar. 1956 wurden sie nationale Juniorenmeister. Foster entschied sich jedoch für ein Medizinstudium und so musste sich Owen einen neuen Partner suchen. Es wurde Dudley Richards. Mit ihm nahm sie an den Olympischen Spielen 1960 teil. Sie belegten dort, wie auch bei der anschließenden Weltmeisterschaft, den zehnten Platz. 1961 wurden sie US-Meister. Neben dem Eiskunstlaufen studierte Owen an der Boston University Soziologie und Anthropologie.
Als amtierende US-Meister waren Owen und Richards, wie auch ihre Schwester Laurence und ihre Mutter Maribel an Bord des Sabena-Flugs 548, der sie zur Weltmeisterschaft nach Prag bringen sollte. Beim Anflug zu einer Zwischenlandung in Brüssel stürzte das Flugzeug ab. Alle Insassen kamen ums Leben, darunter die gesamte 18-köpfige US-Mannschaft und ihre 16 Angehörigen. Die Weltmeisterschaft in Prag wurde abgesagt. Die sterblichen Überreste der Vinson-Owens wurden in die USA überführt und im Story Chapel Columbarium der Mount Auburn Cemetery in Cambridge, Massachusetts, beigesetzt.
2011 wurde Owen, wie auch die gesamte damals verunglückte US-Mannschaft, in die nationale Hall of Fame aufgenommen.

## Ergebnisse

### Paarlauf
(mit Dudley Richards)
| Wettbewerb / Jahr                | 1958 | 1959 | 1960 | 1961 |
| -------------------------------- | ---- | ---- | ---- | ---- |
| Olympische Spiele                |      |      | 10.  |      |
| Weltmeisterschaften              |      | 6.   | 10.  |      |
| US-amerikanische Meisterschaften | 3.   | 3.   | 2.   | 1.   |